# Pidonia deodara
Pidonia deodara là một loài bọ cánh cứng trong họ Cerambycidae.